# Httrack
HTTrack è un'applicazione open source sviluppata da Xavier Roche per il mirroring di siti web su supporto locale per navigazione offline.
Oltre al programma principale, a riga di comando, disponibile per gli ambienti Linux, Windows e Mac, esiste un'interfaccia grafica per Windows (WinHTTrack) e per Linux (WebHTTrack). Vengono supportati i protocolli HTTP e FTP, mentre il protocollo HTTPS non è supportato. All'applicazione è dedicato il sito http://www.httrack.com dove è disponibile la documentazione e un forum.

## Descrizione
Il programma consente di riprodurre in locale il contenuto di uno o più siti web. Sono disponibili numerose opzioni per limitare o estendere il mirroring, ed è anche disponibile un sistema di filtri per controllare ulteriormente il tipo e le caratteristiche dei file da scaricare in locale.
All'interno delle pagine scaricate, i link sono riorganizzati, in modo da consentire l'accesso offline di tutti i file riprodotti e l'accesso online dei file non riprodotti. Per default, i criteri previsti da robots.txt nel server sono rispettati, ma è possibile ignorarli.
Al fine di non sovraccaricare la banda né il server remoto, vi è la possibilità di modulare il numero di connessioni contemporanee, la velocità di trasferimento, il numero di connessioni al secondo e la quantità dei dati trasferiti. Un sistema di cache permette di interrompere la procedura di mirroring e di ricominciarla in un secondo tempo, o di eseguire la ricerca di file modificati e l'aggiornamento del mirror locale senza ripetere il download dei file già disponibili nella versione corrente.
La versione a riga di comando permette l'integrazione del programma all'interno di script sia in ambiente Linux che in ambiente Windows. I testi delle interfacce grafiche sono tradotti in molte lingue, ma la documentazione è disponibile nel sito ufficiale solo in inglese.